# Hadschi Loja
Hadschi Loja, auch Hadži Loja oder Hadži Lojo (geboren 1834 in Sarajevo, als Salih Vilajetovic; gestorben 1887 in Mekka), war ein bosniakischer Derwisch, Bandenführer und Führer des muslimischen Widerstands gegen die Besetzung Bosniens durch Österreich-Ungarn 1878.

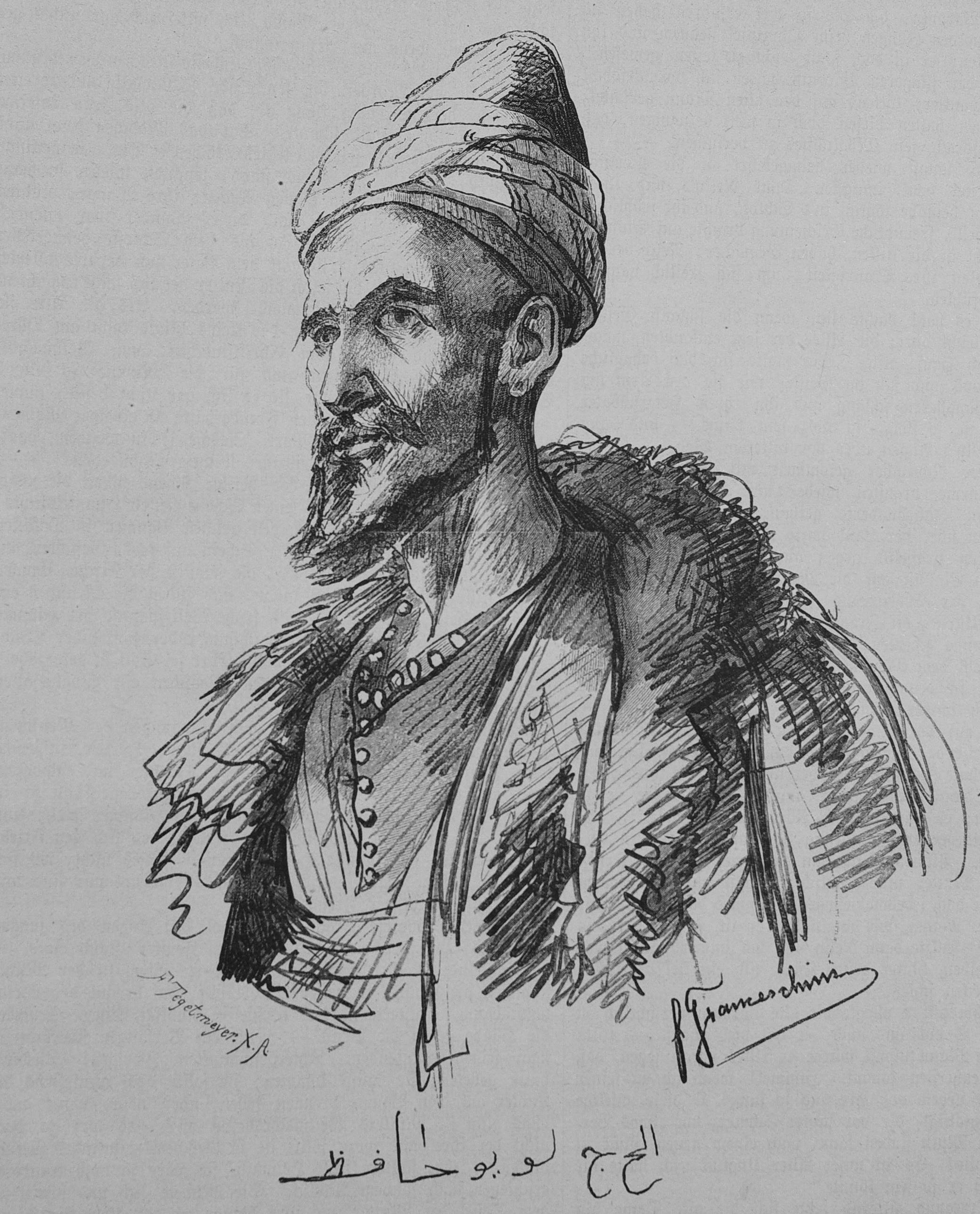
Hadschi Loja (Porträt von Friedrich Franceschini)

## Leben

### Sarajevo und Banditentum
Vilajetovic, geboren und aufgewachsen in Sarajevo, der Hauptstadt des osmanischen Vilâyets Bosnien wirkte jahrelang in religiösen Funktionen in Moscheen und Bildungseinrichtungen der Stadt. Er trat erstmals im Mai 1871 in Erscheinung, als er als Führer einer Gruppe von einfachen Moslems die Errichtung einer serbisch-orthodoxen Kirche in Sarajevo verhinderte.
Nach seiner Vertreibung aus Sarajevo um 1875 wurde er zum Briganten unter dem Kampfnamen Hadschi Loja (hadschi = Mekkapilger, lojar = Talgarbeiter). Gewalttaten gegen Christen, im „Kampf für den Islam“ und die „alte bosnische Freiheit“, ließen ihn in Bosnien, wo die osmanischen staatlichen Strukturen zusehends verfielen, beim einfachen moslemischen Volk zum Freiheitskämpfer werden.

### Aufstand
Beim Einmarsch der k.u.k. Armee in Bosnien 1878 kam es zu erheblichem Widerstand von Partisanen, vor allem von muslimischen Kämpfern unter der Führung von Hadschi Loja. Am Bazar und den Moscheen Sarajevos hatten sich bewaffnete Türken und Bosniaken versammelt und den Bandenführer Hadschi Loja zuvor zu ihrem Anführer gewählt.
Die aufständischen Bosnier zogen sich nach der Einnahme von Sarajevo durch die Okkupationsarmee am 19. August 1878 in die umliegenden Berge zurück und leisteten noch wochenlang mittels Guerillataktik Widerstand. Die Burg von Velika Kladuša ergab sich erst am 20. Oktober. Hadschi Loja konnte am 3. Oktober 1878 vom k.u.k. Ungarischen Infanterie Regiment Erzherzog Joseph Nr. 37 in der Rakitnica-Schlucht in der Nähe von Rogatica gefangen genommen werden.

### Gefangenschaft und Exil
Am 27. September 1879 sprach das Garnisonsgericht Sarajevo Hadschi Loja nach dem Standrecht wegen „des Verbrechens wider die Kriegsmacht des Staates und der öffentlichen Gewalttätigkeit durch Erpreßung“ schuldig und verurteilte ihn zum Tode durch den Strang. Kaiser Franz Joseph I. setzte die Todesstrafe aber aus und das Urteil wurde in eine fünfjährige schwere Kerkerstrafe umgewandelt, die er in der Festung Theresienstadt verbrachte. Dadurch wurde vermieden, aus ihm einen Märtyrer zu machen. 1884 musste Hadschi Loja ins Exil, wobei er mit seiner Familie Mekka als Emigrationsort wählte.

## Rezeption
In modernerer Literatur wird Hadschi Lojas Rolle im Krieg meist geringer eingeschätzt, als in älteren oder zeitgenössischen Schriften. In der Habsburgermonarchie wurde er oft zum Symbol für die „skrupellose Gewaltbereitschaft der Muslime“ stilisiert.
Hadschi Loja, dessen Transport nach Theresienstadt in Nordböhmen große Aufmerksamkeit erregt hatte, wurde in Österreich so bekannt, dass sich sein Name mit dem Spottnamen „Hatschete(r)“ (Hinkender, Krummfüssiger) verband. Denn schon vor seiner Gefangennahme hatte sich aus seinem Gewehr ein Schuss gelöst, der ihm einen Knöchel so zerstörte, dass ihm der Unterschenkel amputiert werden musste. Er trug den Rest seines Lebens ein Holzbein. In der Steiermark galt sein Name als „Kinderschreck“, auch Lieder über ihn sind erhalten.
„Hadschi Loja-Weckerl“ war der Name eines später auch „Bosniakerl“ genannten schwarzen Kümmelweckerls, ein aus dunklem Mehl hergestelltes Kleingebäck. Kleinhändler aus Bosnien wurden in Wien Ende des 19. Jahrhunderts auch „Hadschi Loja“ oder „Bosniak“ genannt.
Das sozialistische Jugoslawien verklärte ihn, entkleidet von Banditentum und religiösem Fanatismus, als Kämpfer für die Revolution. Eine wichtige Straße in Sarajevo wurde nach ihm benannt, 1991 wurde der Name auf eine kleinere Straße der Stadt übertragen.